# Piłka ręczna na Igrzyskach Śródziemnomorskich 2013
Turnieje piłki ręcznej na Igrzyskach Śródziemnomorskich 2013 odbyły się w dniach 22–30 czerwca 2013 roku w tureckim mieście Adana.

## Informacje ogólne
Spotkania odbyły się w dwóch halach Lütfullah Aksungur Spor Salonu i Yüreğir Serinevler Spor Salonu w Adanie.
Zarówno wśród kobiet, jak i mężczyzn do zawodów przystąpiło po dziesięć reprezentacji, które rywalizowało w pierwszej fazie systemem kołowym podzielone na dwie pięciozespołowe grupy. Do półfinałów awansowały po dwie najlepsze drużyny z każdej z grup, pozostałe zaś walczyły o poszczególne miejsca ze swoimi odpowiednikami z innej grupy.

## Podsumowanie

### Klasyfikacja medalowa
| Klasyfikacja medalowa | Klasyfikacja medalowa | Klasyfikacja medalowa | Klasyfikacja medalowa | Klasyfikacja medalowa | Klasyfikacja medalowa |
| Miejsce               | Reprezentacja         | Złoto                 | Srebro                | Brąz                  | Razem                 |
| --------------------- | --------------------- | --------------------- | --------------------- | --------------------- | --------------------- |
| 1                     | Egipt                 | 1                     | 0                     | 0                     | 1                     |
| 1                     | Serbia                | 1                     | 0                     | 0                     | 1                     |
| 3                     | Chorwacja             | 0                     | 1                     | 1                     | 2                     |
| 4                     | Słowenia              | 0                     | 1                     | 0                     | 1                     |
| 5                     | Turcja                | 0                     | 0                     | 1                     | 1                     |
| Razem                 | Razem                 | 2                     | 2                     | 2                     | 6                     |

### Medaliści
| Konkurencja | 1. miejsce | 2. miejsce | 3. miejsce |
| ----------- | ---------- | ---------- | ---------- |
| Mężczyźni   | Egipt      | Chorwacja  | Turcja     |
| Kobiety     | Serbia     | Słowenia   | Chorwacja  |

## Mężczyźni

### Faza grupowa

#### Grupa A
| 23 czerwca 201312:00 | Macedonia Północna | 27:26(13:11) | Algieria | Lütfullah Aksungur Spor Salonu, Adana |
| 23 czerwca 201312:00 |                    | 27:26(13:11) |          | Lütfullah Aksungur Spor Salonu, Adana |

| 23 czerwca 201314:00 | Turcja | 34:30(19:13) | Włochy | Lütfullah Aksungur Spor Salonu, Adana |
| 23 czerwca 201314:00 |        | 34:30(19:13) |        | Lütfullah Aksungur Spor Salonu, Adana |

| 24 czerwca 201316:00 | Serbia | 29:30(13:17) | Turcja | Lütfullah Aksungur Spor Salonu, Adana |
| 24 czerwca 201316:00 |        | 29:30(13:17) |        | Lütfullah Aksungur Spor Salonu, Adana |

| 24 czerwca 201318:00 | Algieria | 24:23(14:12) | Włochy | Lütfullah Aksungur Spor Salonu, Adana |
| 24 czerwca 201318:00 |          | 24:23(14:12) |        | Lütfullah Aksungur Spor Salonu, Adana |

| 25 czerwca 201312:00 | Serbia | 34:21(15:12) | Algieria | Lütfullah Aksungur Spor Salonu, Adana |
| 25 czerwca 201312:00 |        | 34:21(15:12) |          | Lütfullah Aksungur Spor Salonu, Adana |

| 25 czerwca 201314:00 | Macedonia Północna | 20:33(10:19) | Włochy | Lütfullah Aksungur Spor Salonu, Adana |
| 25 czerwca 201314:00 |                    | 20:33(10:19) |        | Lütfullah Aksungur Spor Salonu, Adana |

| 26 czerwca 201316:00 | Serbia | 27:19(13:11) | Macedonia Północna | Lütfullah Aksungur Spor Salonu, Adana |
| 26 czerwca 201316:00 |        | 27:19(13:11) |                    | Lütfullah Aksungur Spor Salonu, Adana |

| 26 czerwca 201318:00 | Turcja | 26:24(12:11) | Algieria | Lütfullah Aksungur Spor Salonu, Adana |
| 26 czerwca 201318:00 |        | 26:24(12:11) |          | Lütfullah Aksungur Spor Salonu, Adana |

| 27 czerwca 201312:00 | Macedonia Północna | 24:23(9:9) | Turcja | Lütfullah Aksungur Spor Salonu, Adana |
| 27 czerwca 201312:00 |                    | 24:23(9:9) |        | Lütfullah Aksungur Spor Salonu, Adana |

| 27 czerwca 201314:00 | Włochy | 23:22(13:12) | Serbia | Lütfullah Aksungur Spor Salonu, Adana |
| 27 czerwca 201314:00 |        | 23:22(13:12) |        | Lütfullah Aksungur Spor Salonu, Adana |

#### Grupa B
| 23 czerwca 201316:00 | Tunezja | 27:20(11:9) | Grecja | Lütfullah Aksungur Spor Salonu, Adana |
| 23 czerwca 201316:00 |         | 27:20(11:9) |        | Lütfullah Aksungur Spor Salonu, Adana |

| 23 czerwca 201318:00 | Słowenia | 28:33(14:22) | Egipt | Lütfullah Aksungur Spor Salonu, Adana |
| 23 czerwca 201318:00 |          | 28:33(14:22) |       | Lütfullah Aksungur Spor Salonu, Adana |

| 24 czerwca 201312:00 | Słowenia | 40:20(17:12) | Grecja | Lütfullah Aksungur Spor Salonu, Adana |
| 24 czerwca 201312:00 |          | 40:20(17:12) |        | Lütfullah Aksungur Spor Salonu, Adana |

| 24 czerwca 201314:00 | Chorwacja | 32:26(14:15) | Tunezja | Lütfullah Aksungur Spor Salonu, Adana |
| 24 czerwca 201314:00 |           | 32:26(14:15) |         | Lütfullah Aksungur Spor Salonu, Adana |

| 25 czerwca 201316:00 | Chorwacja | 32:34(19:18) | Słowenia | Lütfullah Aksungur Spor Salonu, Adana |
| 25 czerwca 201316:00 |           | 32:34(19:18) |          | Lütfullah Aksungur Spor Salonu, Adana |

| 25 czerwca 201318:00 | Egipt | 26:16(11:8) | Grecja | Lütfullah Aksungur Spor Salonu, Adana |
| 25 czerwca 201318:00 |       | 26:16(11:8) |        | Lütfullah Aksungur Spor Salonu, Adana |

| 26 czerwca 201312:00 | Chorwacja | 28:25(15:12) | Egipt | Lütfullah Aksungur Spor Salonu, Adana |
| 26 czerwca 201312:00 |           | 28:25(15:12) |       | Lütfullah Aksungur Spor Salonu, Adana |

| 26 czerwca 201314:00 | Słowenia | 32:32(17:17) | Tunezja | Lütfullah Aksungur Spor Salonu, Adana |
| 26 czerwca 201314:00 |          | 32:32(17:17) |         | Lütfullah Aksungur Spor Salonu, Adana |

| 27 czerwca 201316:00 | Egipt | 27:22(12:13) | Tunezja | Lütfullah Aksungur Spor Salonu, Adana |
| 27 czerwca 201316:00 |       | 27:22(12:13) |         | Lütfullah Aksungur Spor Salonu, Adana |

| 27 czerwca 201318:00 | Grecja | 24:28(13:17) | Chorwacja | Lütfullah Aksungur Spor Salonu, Adana |
| 27 czerwca 201318:00 |        | 24:28(13:17) |           | Lütfullah Aksungur Spor Salonu, Adana |

### Faza pucharowa

#### Mecz o miejsca 9–10
| 29 czerwca 201310:00 | Algieria | 27:23(11:13) | Grecja | Lütfullah Aksungur Spor Salonu, Adana |
| 29 czerwca 201310:00 |          | 27:23(11:13) |        | Lütfullah Aksungur Spor Salonu, Adana |

#### Mecz o miejsca 7–8
| 29 czerwca 201312:00 | Tunezja | 35:19(16:10) | Macedonia Północna | Lütfullah Aksungur Spor Salonu, Adana |
| 29 czerwca 201312:00 |         | 35:19(16:10) |                    | Lütfullah Aksungur Spor Salonu, Adana |

#### Mecz o miejsca 5–6
| 29 czerwca 201314:00 | Słowenia | 29:26(12:9) | Serbia | Lütfullah Aksungur Spor Salonu, Adana |
| 29 czerwca 201314:00 |          | 29:26(12:9) |        | Lütfullah Aksungur Spor Salonu, Adana |

#### Mecze o miejsca 1–4
|  |                       |           |           |                       |    |           |           |       |
|  | Półfinały             | Półfinały | Półfinały |                       |    | Finał     | Finał     | Finał |
|  | Półfinały             | Półfinały | Półfinały |                       |    | Finał     | Finał     | Finał |
|  | 29 czerwca 2013 16:00 |           |           |                       |    |           |           |       |
|  |                       |           |           |                       |    |           |           |       |
|  | Chorwacja             | Chorwacja | 23        |                       |    |           |           |       |
|  | Chorwacja             | Chorwacja | 23        | 30 czerwca 2013 12:00 |    |           |           |       |
|  | Włochy                | Włochy    | 21        |                       |    |           |           |       |
|  | Włochy                | Włochy    | 21        |                       |    | Chorwacja | Chorwacja | 23    |
|  | 29 czerwca 2013 18:00 |           |           |                       |    | Chorwacja | Chorwacja | 23    |
|  |                       |           | Egipt     | Egipt                 | 28 |           |           |       |
|  | Turcja                | Turcja    | Egipt     | Egipt                 | 28 | 22        |           |       |
|  | Turcja                | Turcja    |           |                       |    |           |           |       |
|  | Egipt                 | Egipt     | 25        |                       |    |           |           |       |
|  | Egipt                 | Egipt     | 25        | Mecz o 3. miejsce     |    |           |           |       |
|  |                       |           |           |                       |    |           |           |       |
|  | 30 czerwca 2013 10:00 |           |           |                       |    |           |           |       |
|  |                       |           |           |                       |    |           |           |       |
|  | Turcja                | Turcja    | 32        |                       |    |           |           |       |
|  | Turcja                | Turcja    | 32        |                       |    |           |           |       |
|  | Włochy                | Włochy    | 26        |                       |    |           |           |       |
|  | Włochy                | Włochy    | 26        |                       |    |           |           |       |

| 29 czerwca 201316:00 | Chorwacja | 23:21(11:11) | Włochy | Lütfullah Aksungur Spor Salonu, Adana |
| 29 czerwca 201316:00 |           | 23:21(11:11) |        | Lütfullah Aksungur Spor Salonu, Adana |

| 29 czerwca 201318:00 | Turcja | 22:25(11:13) | Egipt | Lütfullah Aksungur Spor Salonu, Adana |
| 29 czerwca 201318:00 |        | 22:25(11:13) |       | Lütfullah Aksungur Spor Salonu, Adana |

| 30 czerwca 201312:00 | Chorwacja | 23:28(11:14) | Egipt | Lütfullah Aksungur Spor Salonu, Adana |
| 30 czerwca 201312:00 |           | 23:28(11:14) |       | Lütfullah Aksungur Spor Salonu, Adana |

| 30 czerwca 201310:00 | Turcja | 32:26(18:14) | Włochy | Lütfullah Aksungur Spor Salonu, Adana |
| 30 czerwca 201310:00 |        | 32:26(18:14) |        | Lütfullah Aksungur Spor Salonu, Adana |

## Kobiety

### Faza grupowa

#### Grupa A
| 22 czerwca 201311:00 | Serbia | 38:27(21:10) | Włochy | Yüreğir Serinevler Spor Salonu, Adana |
| 22 czerwca 201311:00 |        | 38:27(21:10) |        | Yüreğir Serinevler Spor Salonu, Adana |

| 22 czerwca 201317:00 | Turcja | 25:23(14:12) | Algieria | Yüreğir Serinevler Spor Salonu, Adana |
| 22 czerwca 201317:00 |        | 25:23(14:12) |          | Yüreğir Serinevler Spor Salonu, Adana |

| 23 czerwca 201315:30 | Czarnogóra | 25:22(10:10) | Turcja | Yüreğir Serinevler Spor Salonu, Adana |
| 23 czerwca 201315:30 |            | 25:22(10:10) |        | Yüreğir Serinevler Spor Salonu, Adana |

| 23 czerwca 201317:30 | Serbia | 28:20(18:8) | Algieria | Yüreğir Serinevler Spor Salonu, Adana |
| 23 czerwca 201317:30 |        | 28:20(18:8) |          | Yüreğir Serinevler Spor Salonu, Adana |

| 24 czerwca 201311:00 | Czarnogóra | 18:21(13:11) | Serbia | Yüreğir Serinevler Spor Salonu, Adana |
| 24 czerwca 201311:00 |            | 18:21(13:11) |        | Yüreğir Serinevler Spor Salonu, Adana |

| 24 czerwca 201313:00 | Algieria | 19:23(11:13) | Włochy | Yüreğir Serinevler Spor Salonu, Adana |
| 24 czerwca 201313:00 |          | 19:23(11:13) |        | Yüreğir Serinevler Spor Salonu, Adana |

| 25 czerwca 201314:00 | Serbia | 24:21(11:7) | Turcja | Yüreğir Serinevler Spor Salonu, Adana |
| 25 czerwca 201314:00 |        | 24:21(11:7) |        | Yüreğir Serinevler Spor Salonu, Adana |

| 25 czerwca 201316:00 | Czarnogóra | 19:18(13:13) | Włochy | Yüreğir Serinevler Spor Salonu, Adana |
| 25 czerwca 201316:00 |            | 19:18(13:13) |        | Yüreğir Serinevler Spor Salonu, Adana |

| 26 czerwca 201311:00 | Czarnogóra | 19:27(11:11) | Algieria | Yüreğir Serinevler Spor Salonu, Adana |
| 26 czerwca 201311:00 |            | 19:27(11:11) |          | Yüreğir Serinevler Spor Salonu, Adana |

| 26 czerwca 201313:00 | Turcja | 28:26(11:14) | Włochy | Yüreğir Serinevler Spor Salonu, Adana |
| 26 czerwca 201313:00 |        | 28:26(11:14) |        | Yüreğir Serinevler Spor Salonu, Adana |

#### Grupa B
| 22 czerwca 201313:00 | Chorwacja | 29:26(16:15) | Macedonia Północna | Yüreğir Serinevler Spor Salonu, Adana |
| 22 czerwca 201313:00 |           | 29:26(16:15) |                    | Yüreğir Serinevler Spor Salonu, Adana |

| 22 czerwca 201315:00 | Słowenia | 35:29(17:12) | Tunezja | Yüreğir Serinevler Spor Salonu, Adana |
| 22 czerwca 201315:00 |          | 35:29(17:12) |         | Yüreğir Serinevler Spor Salonu, Adana |

| 23 czerwca 201311:30 | Macedonia Północna | 21:32(10:12) | Słowenia | Yüreğir Serinevler Spor Salonu, Adana |
| 23 czerwca 201311:30 |                    | 21:32(10:12) |          | Yüreğir Serinevler Spor Salonu, Adana |

| 23 czerwca 201313:30 | Hiszpania | 24:25(11:11) | Chorwacja | Yüreğir Serinevler Spor Salonu, Adana |
| 23 czerwca 201313:30 |           | 24:25(11:11) |           | Yüreğir Serinevler Spor Salonu, Adana |

| 24 czerwca 201315:00 | Hiszpania | 17:20(9:12) | Słowenia | Yüreğir Serinevler Spor Salonu, Adana |
| 24 czerwca 201315:00 |           | 17:20(9:12) |          | Yüreğir Serinevler Spor Salonu, Adana |

| 24 czerwca 201317:00 | Macedonia Północna | 22:31(8:17) | Tunezja | Yüreğir Serinevler Spor Salonu, Adana |
| 24 czerwca 201317:00 |                    | 22:31(8:17) |         | Yüreğir Serinevler Spor Salonu, Adana |

| 25 czerwca 201310:00 | Hiszpania | 28:22(12:11) | Tunezja | Yüreğir Serinevler Spor Salonu, Adana |
| 25 czerwca 201310:00 |           | 28:22(12:11) |         | Yüreğir Serinevler Spor Salonu, Adana |

| 25 czerwca 201312:00 | Chorwacja | 31:31(14:14) | Słowenia | Yüreğir Serinevler Spor Salonu, Adana |
| 25 czerwca 201312:00 |           | 31:31(14:14) |          | Yüreğir Serinevler Spor Salonu, Adana |

| 26 czerwca 201315:00 | Chorwacja | 35:23(19:12) | Tunezja | Yüreğir Serinevler Spor Salonu, Adana |
| 26 czerwca 201315:00 |           | 35:23(19:12) |         | Yüreğir Serinevler Spor Salonu, Adana |

| 26 czerwca 201317:00 | Hiszpania | 24:13(9:9) | Macedonia Północna | Yüreğir Serinevler Spor Salonu, Adana |
| 26 czerwca 201317:00 |           | 24:13(9:9) |                    | Yüreğir Serinevler Spor Salonu, Adana |

### Faza pucharowa

#### Mecz o miejsca 9–10
| 28 czerwca 201309:00 | Algieria | 24:27(11:12) | Macedonia Północna | Yüreğir Serinevler Spor Salonu, Adana |
| 28 czerwca 201309:00 |          | 24:27(11:12) |                    | Yüreğir Serinevler Spor Salonu, Adana |

#### Mecz o miejsca 7–8
| 28 czerwca 201311:00 | Tunezja | 26:24(10:14) | Włochy | Yüreğir Serinevler Spor Salonu, Adana |
| 28 czerwca 201311:00 |         | 26:24(10:14) |        | Yüreğir Serinevler Spor Salonu, Adana |

#### Mecz o miejsca 5–6
| 28 czerwca 201313:00 | Hiszpania | 29:23(16:11) | Turcja | Yüreğir Serinevler Spor Salonu, Adana |
| 28 czerwca 201313:00 |           | 29:23(16:11) |        | Yüreğir Serinevler Spor Salonu, Adana |

#### Mecze o miejsca 1–4
|  |                       |            |           |                       |    |        |        |       |
|  | Półfinały             | Półfinały  | Półfinały |                       |    | Finał  | Finał  | Finał |
|  | Półfinały             | Półfinały  | Półfinały |                       |    | Finał  | Finał  | Finał |
|  | 28 czerwca 2013 17:00 |            |           |                       |    |        |        |       |
|  |                       |            |           |                       |    |        |        |       |
|  | Serbia                | Serbia     | 25        |                       |    |        |        |       |
|  | Serbia                | Serbia     | 25        | 29 czerwca 2013 18:00 |    |        |        |       |
|  | Chorwacja             | Chorwacja  | 16        |                       |    |        |        |       |
|  | Chorwacja             | Chorwacja  | 16        |                       |    | Serbia | Serbia | 25    |
|  | 28 czerwca 2013 15:00 |            |           |                       |    | Serbia | Serbia | 25    |
|  |                       |            | Słowenia  | Słowenia              | 19 |        |        |       |
|  | Słowenia              | Słowenia   | Słowenia  | Słowenia              | 19 | 24     |        |       |
|  | Słowenia              | Słowenia   |           |                       |    |        |        |       |
|  | Czarnogóra            | Czarnogóra | 22        |                       |    |        |        |       |
|  | Czarnogóra            | Czarnogóra | 22        | Mecz o 3. miejsce     |    |        |        |       |
|  |                       |            |           |                       |    |        |        |       |
|  | 29 czerwca 2013 16:00 |            |           |                       |    |        |        |       |
|  |                       |            |           |                       |    |        |        |       |
|  | Chorwacja             | Chorwacja  | 25        |                       |    |        |        |       |
|  | Chorwacja             | Chorwacja  | 25        |                       |    |        |        |       |
|  | Czarnogóra            | Czarnogóra | 24        |                       |    |        |        |       |
|  | Czarnogóra            | Czarnogóra | 24        |                       |    |        |        |       |

| 28 czerwca 201317:00 | Serbia | 25:16(13:7) | Chorwacja | Yüreğir Serinevler Spor Salonu, Adana |
| 28 czerwca 201317:00 |        | 25:16(13:7) |           | Yüreğir Serinevler Spor Salonu, Adana |

| 28 czerwca 201315:00 | Słowenia | 24:22(10:11) | Czarnogóra | Yüreğir Serinevler Spor Salonu, Adana |
| 28 czerwca 201315:00 |          | 24:22(10:11) |            | Yüreğir Serinevler Spor Salonu, Adana |

| 29 czerwca 201318:00 | Serbia | 25:19(13:12) | Słowenia | Yüreğir Serinevler Spor Salonu, Adana |
| 29 czerwca 201318:00 |        | 25:19(13:12) |          | Yüreğir Serinevler Spor Salonu, Adana |

| 29 czerwca 201316:00 | Chorwacja | 25:24(12:11) | Czarnogóra | Yüreğir Serinevler Spor Salonu, Adana |
| 29 czerwca 201316:00 |           | 25:24(12:11) |            | Yüreğir Serinevler Spor Salonu, Adana |